# Microcharis galpinii
Microcharis galpinii är en ärtväxtart som beskrevs av Nicholas Edward Brown. Microcharis galpinii ingår i släktet Microcharis och familjen ärtväxter. Inga underarter finns listade i Catalogue of Life.